# Ablanitsa (distrikt i Bulgarien, Blagoevgrad)
Ablanitsa (bulgariska: Абланица) är ett distrikt i Bulgarien.   Det ligger i kommunen Obsjtina Chadzjidimovo och regionen Blagoevgrad, i den sydvästra delen av landet, 140 kilometer söder om huvudstaden Sofia.
I omgivningarna runt Ablanitsa växer i huvudsak blandskog. Runt Ablanitsa är det glesbefolkat, med 10 invånare per kvadratkilometer.